# José Hurtado
Pour les articles homonymes, voir Hurtado.
José Hurtado, né le 23 décembre 2001 à Santo Domingo en Équateur, est un footballeur international équatorien qui évolue au poste d'arrière droit au RB Bragantino.

## Biographie

### En club
Né à Santo Domingo en Équateur, José Hurtado est formé par l'Independiente del Valle. Il joue son premier match en professionnel le 14 mai 2019, à l'occasion d'une rencontre de Coupe d'Équateur face à l'Orense SC. Il est titularisé ce jour-là et les deux équipes se neutralisent (0-0 score final). En février 2021, Hurtado est promu définitivement en équipe première.
Hurtado inscrit son premier but en professionnel le 3 mai 2021, lors d'une rencontre de championnat contre le Manta FC. Son équipe s'incline toutefois par deux buts à un ce jour-là.
Le 18 janvier 2022, José Hurtado rejoint le Brésil afin de s'engager en faveur du RB Bragantino. Il signe un contrat courant jusqu'en décembre 2026.
Hurtado inscrit son premier but pour le RB Bragantino le 7 avril 2022, à l'occasion d'une rencontre de Copa Libertadores face aux Uruguayens du Club Nacional. Buteur après on entrée en jeu, il participe à la victoire des siens par deux buts à zéro.

### En sélection
En juin 2021 José Hurtado est convoqué pour la première fois avec l'équipe nationale d'Équateur, en vue de la Copa América 2021,. Il ne joue toutefois aucun match lors de cette compétition. Il honore sa première sélection lors d'un match face au Chili, le 5 septembre 2021, à l'occasion des éliminatoires du mondial 2022. Il est titulaire au poste d'arrière droit ce jour-là et les deux équipes se neutralisent (0-0).

## Statistiques

### En sélection nationale
| Saison                | Sélection             | Phases finales        | Phases finales | Phases finales | Phases finales | Éliminatoires CDM | Éliminatoires CDM | Éliminatoires CDM | Matchs amicaux | Matchs amicaux | Matchs amicaux | Total | Total | Total |
| Saison                | Sélection             | Compétition           | M              | B              | Pd             | M                 | B                 | Pd                | M              | B              | Pd             | M     | B     | Pd    |
| --------------------- | --------------------- | --------------------- | -------------- | -------------- | -------------- | ----------------- | ----------------- | ----------------- | -------------- | -------------- | -------------- | ----- | ----- | ----- |
| 2020-2021             | Équateur              | Copa América 2021     | 0              | 0              | 0              | -                 | -                 | -                 | -              | -              | -              | 0     | 0     | 0     |
| 2021-2022             | Équateur              | -                     | -              | -              | -              | 1                 | 0                 | 0                 | 0              | 0              | 0              | 1     | 0     | 0     |
| 2022-2023             | Équateur              | Coupe du monde 2022   | -              | -              | -              | -                 | -                 | -                 | 2              | 0              | 0              | 2     | 0     | 0     |
| 2023-2024             | Équateur              | Copa América 2024     | 1              | 0              | 0              | 3                 | 0                 | 0                 | 2              | 0              | 0              | 6     | 0     | 0     |
| Total sur la carrière | Total sur la carrière | Total sur la carrière | 1              | 0              | 0              | 4                 | 0                 | 0                 | 4              | 0              | 0              | 9     | 0     | 0     |

## Palmarès

### En club
Independiente del Valle
- Championnat d'Équateur (1) :
  - Champion : 2021.